# Sprattus
Sprattus è un genere di pesci ossei marini appartenenti alla famiglia Clupeidae.

## Distribuzione e habitat
Questi pesci sono diffusi principalmente nelle fasce temperate dell'Emisfero Australe, lungo le coste di Patagonia, isole Falkland, Australia meridionale e Nuova Zelanda.

Soltanto una specie, S. sprattus, è presente nell'Emisfero boreale lungo le coste europee dell'Oceano Atlantico, compreso il mar Adriatico e il mar Nero.
Sono pesci pelagici costieri. Alcune specie (tra cui S. sprattus) mostrano una certa eurialinità e possono penetrare negli estuari e nelle lagune.

## Descrizione
Appartenenti alla famiglia delle aringhe, questi pesci sono molto simili: presentano un corpo idrodinamico, allungato e snello, con profilo dorsale e ventrale poco pronunciato. Le pinne sono piccole e trapezoidali, la pinna caudale bilobata e sottile.

La livrea è semplice, con un colore argentato, più scuro sul dorso, tendente al bianco sul ventre.

La lunghezza massima varia dai 12 ai 18 cm, secondo la specie.

## Biologia
Tutte le specie del genere vivono in banchi anche molto numerosi.

## Alimentazione
Si nutrono prevalentemente di plancton (copepodi).

## Predatori
Sono predati abitualmente da un gran numero di specie, compresi mammiferi (leoni marini e tursiopi), calamari (Loligo forbesi), e pesci (squali, razze, merluzzi, e altri).

## Pesca

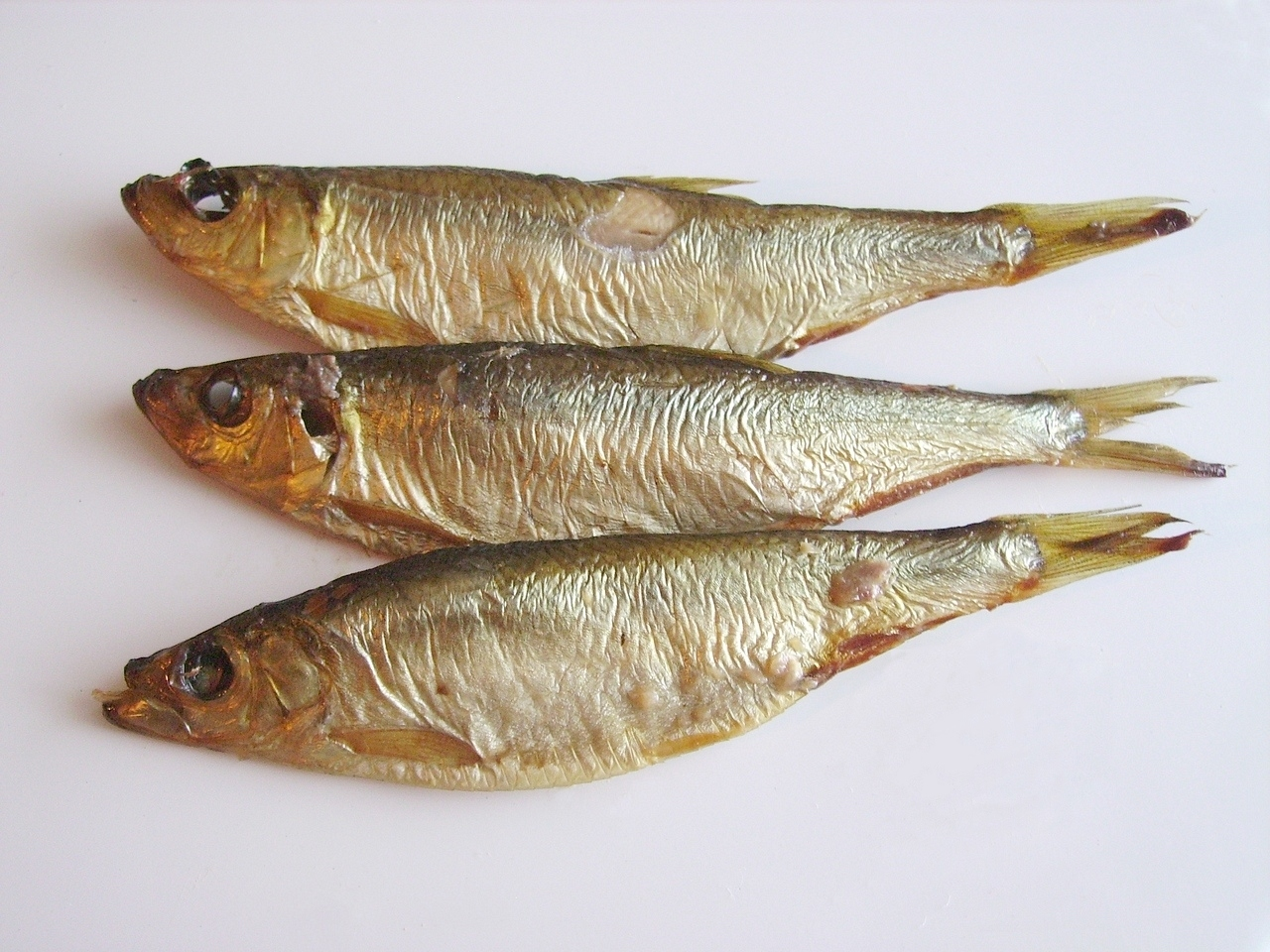
Spratti essiccati, Germania

In Europa S. sprattus è oggetto di pesca in modo intensivo e consumate essiccate o sottolio. Le altre specie nell'Emisfero australe sono considerate specie di basso valore commerciale, pescate più che altro per pesca di sussistenza.

## Specie
- Sprattus antipodum
- Sprattus fuegensis
- Sprattus muelleri
- Sprattus novaehollandiae
- Sprattus sprattus